# Open 6ème Sens Métropole de Lyon 2023 - Qualificazioni singolare
Le qualificazioni del singolare dell'Open 6ème Sens Métropole de Lyon 2023 sono un torneo di tennis preliminare per accedere alla fase finale della manifestazione disputate il 28 e 29 gennaio 2023. I vincitori dell'ultimo turno sono entrati di diritto nel tabellone principale. In caso di ritiro di uno o più giocatori aventi diritto a questi sono subentrati i Lucky loser, ossia i giocatori che hanno perso nell'ultimo turno ma che avevano una classifica più alta rispetto agli altri partecipanti che avevano comunque perso nel turno finale.

## Teste di serie
1. Linda Nosková (qualificata)
2. Camila Giorgi (primo turno)
3. Viktorija Tomova (primo turno)
4. Rebeka Masarova (qualificata)
5. Kateryna Baindl (primo turno)
6. Varvara Gračëva (primo turno)

1. Cristina Bucșa (primo turno)
2. Magdalena Fręch (primo turno)
3. Sara Errani (ultimo turno)
4. Kaja Juvan (ultimo turno)
5. Diane Parry (ultimo turno)
6. Clara Tauson (primo turno)

## Qualificate
1. Linda Nosková
2. Olga Danilović
3. Ėrika Andreeva

1. Rebeka Masarova
2. Ana Konjuh
3. Marina Bassols Ribera

## Tabellone

### Legenda
| - Q = Qualificato - WC = Wild card - LL = Lucky loser | - ALT = Alternate - SE = Special Exempt - PR = Protected Ranking | - w/o = Walkover - r = Ritirato - d = Squalificato |

### Sezione 1
|  | Primo turno | Primo turno      | Primo turno     | Primo turno | Primo turno |  |  | Ultimo turno | Ultimo turno     | Ultimo turno     | Ultimo turno | Ultimo turno |  |
|  |             |                  |                 |             |             |  |  |              |                  |                  |              |              |  |
|  | 1           | Linda Nosková    | Linda Nosková   | 6           | 6           |  |  |              |                  |                  |              |              |  |
|  | WC          | Margaux Rouvroy  | Margaux Rouvroy | 3           | 2           |  |  | 1            | Linda Nosková    | Linda Nosková    | 6            | 6            |  |
|  |             | Viktória Kužmová | 6               | 2           | 6           |  |  |              | Viktória Kužmová | Viktória Kužmová | 1            | 3            |  |
|  | 7           | Cristina Bucșa   | 0               | 6           | 4           |  |  |              |                  |                  |              |              |  |

### Sezione 2
|  | Primo turno | Primo turno    | Primo turno    | Primo turno | Primo turno |  |  | Ultimo turno | Ultimo turno   | Ultimo turno | Ultimo turno | Ultimo turno |  |
|  |             |                |                |             |             |  |  |              |                |              |              |              |  |
|  | 2           | Camila Giorgi  | Camila Giorgi  | 1           | 3           |  |  |              |                |              |              |              |  |
|  |             | Katie Swan     | Katie Swan     | 6           | 6           |  |  |              | Katie Swan     | 2            | 6            | 0            |  |
|  | PR          | Olga Danilović | Olga Danilović | 6           | 6           |  |  | PR           | Olga Danilović | 6            | 3            | 6            |  |
|  | 12          | Clara Tauson   | Clara Tauson   | 4           | 4           |  |  |              |                |              |              |              |  |

### Sezione 3
|  | Primo turno | Primo turno      | Primo turno     | Primo turno | Primo turno |  |  | Ultimo turno | Ultimo turno   | Ultimo turno   | Ultimo turno | Ultimo turno |  |
|  |             |                  |                 |             |             |  |  |              |                |                |              |              |  |
|  | 3           | Viktorija Tomova | 6               | 3           | 4           |  |  |              |                |                |              |              |  |
|  |             | Ėrika Andreeva   | 2               | 6           | 6           |  |  |              | Ėrika Andreeva | Ėrika Andreeva | 6            | 6            |  |
|  | WC          | Jessika Ponchet  | Jessika Ponchet | 4           | 4           |  |  | 11           | Diane Parry    | Diane Parry    | 4            | 3            |  |
|  | 11          | Diane Parry      | Diane Parry     | 6           | 6           |  |  |              |                |                |              |              |  |

### Sezione 4
|  | Primo turno | Primo turno        | Primo turno     | Primo turno | Primo turno |  |  | Ultimo turno | Ultimo turno    | Ultimo turno | Ultimo turno | Ultimo turno |  |
|  |             |                    |                 |             |             |  |  |              |                 |              |              |              |  |
|  | 4           | Rebeka Masarova    | Rebeka Masarova | 6           | 6           |  |  |              |                 |              |              |              |  |
|  | WC          | Amandine Hesse     | Amandine Hesse  | 2           | 2           |  |  | 4            | Rebeka Masarova | 6            | 68           | 6            |  |
|  |             | Anna-Lena Friedsam | 6               | 4           | 2           |  |  | 10           | Kaja Juvan      | 4            | 7            | 3            |  |
|  | 10          | Kaja Juvan         | 4               | 6           | 6           |  |  |              |                 |              |              |              |  |

### Sezione 5
|  | Primo turno | Primo turno     | Primo turno     | Primo turno | Primo turno |  |  | Ultimo turno | Ultimo turno   | Ultimo turno | Ultimo turno | Ultimo turno |  |
|  |             |                 |                 |             |             |  |  |              |                |              |              |              |  |
|  | 5           | Kateryna Baindl | 2               | 7           | 6(1)        |  |  |              |                |              |              |              |  |
|  |             | Ana Konjuh      | 6               | 62          | 7           |  |  |              | Ana Konjuh     | 6            | 3            | 6            |  |
|  |             | Simona Waltert  | Simona Waltert  | 7           | 7           |  |  |              | Simona Waltert | 3            | 6            | 2            |  |
|  | 8           | Magdalena Fręch | Magdalena Fręch | 63          | 6(0)        |  |  |              |                |              |              |              |  |

### Sezione 6
|  | Primo turno | Primo turno           | Primo turno           | Primo turno | Primo turno |  |  | Ultimo turno | Ultimo turno          | Ultimo turno          | Ultimo turno | Ultimo turno |  |
|  |             |                       |                       |             |             |  |  |              |                       |                       |              |              |  |
|  | 6           | Varvara Gračëva       | Varvara Gračëva       | 3           | 1           |  |  |              |                       |                       |              |              |  |
|  |             | Marina Bassols Ribera | Marina Bassols Ribera | 6           | 6           |  |  |              | Marina Bassols Ribera | Marina Bassols Ribera | 6            | 6            |  |
|  | WC          | Alice Tubello         | Alice Tubello         | 4           | 4           |  |  | 9            | Sara Errani           | Sara Errani           | 2            | 4            |  |
|  | 9           | Sara Errani           | Sara Errani           | 6           | 6           |  |  |              |                       |                       |              |              |  |